# Rang-Double-Nord
Rang-Double-Nord est une communauté non incorporée du Canada qui fait partie de la paroisse civile de Grimmer, située dans le comté de Restigouche au nord-ouest du Nouveau-Brunswick au Canada.